# Microterys asoris
Microterys asoris är en stekelart som beskrevs av Hayat och Singh 2000. Microterys asoris ingår i släktet Microterys och familjen sköldlussteklar. Inga underarter finns listade i Catalogue of Life.